# Primero de Enero
Primero de Enero (bis 1960: Violeta) ist ein Municipio und eine Stadt in der kubanischen Provinz Ciego de Ávila. Der Name ist dem Sieg der kubanischen Revolution am 1. Januar (span.: primero de enero) 1959 gewidmet.
Das Municipio hat 29.117  Einwohner auf einer Fläche von 716,6 km², was einer Bevölkerungsdichte von 40,6 Einwohnern pro Quadratkilometer entspricht.